# François Dominique de Reynaud de Montlosier
François Dominique de Reynaud de Montlosier, Comte de Montlosier (* 16. April 1755 in Clermont-Ferrand; † 9. Dezember 1838  in Blois) war ein französischer Politiker, Historiker und Geologe.

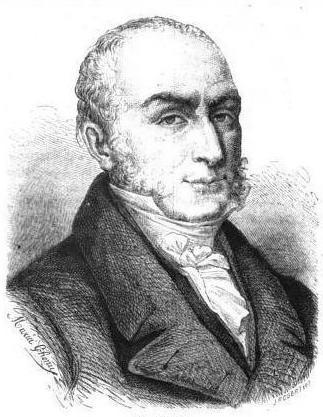
François Dominique de Reynaud, Comte de Montlosier

## Leben und Rolle als Historiker und Politiker
Françoid de Montlosier stammte aus einer wenig begüterten Familie des niederen Adels, ging auf das Kolleg der Augustiner in Clermont-Ferrand und war 1779 Leutnant bei der Artillerie. Er war ab 1789 gewählter Deputierter für den Adel in den Generalständen für Clermont-Ferrand in Paris und war Mitglied im Club des Impartiaux. Ab 1791 war er  als Royalist in der Nationalversammlung, wo er eine aktive Rolle spielte. Nach deren Auflösung emigrierte er nach Deutschland und schloss sich der Exilarmee der Royalisten in Koblenz an. 1792 ging er über Hamburg nach London. Dort trat er für eine gemäßigte Politik unter den Exilanten ein und veröffentlichte die Zeitschrift Courrier de Londres.
Auf Einladung von Napoleon Bonaparte kehrte er 1802 nach Paris zurück und erhielt den Auftrag eine Geschichte der Monarchie zu schreiben, die dazu dienen sollte, die Auslöser der Revolution aufzuzeigen und Napoleons eigenes Kaiserreich zu rechtfertigen. Das Werk fiel allerdings nicht zur Zufriedenheit des Kaisers aus, da es die Theorie vertrat, die Revolution wäre eine Folge der Machtansprüche der Monarchen gewesen, die sich vom zunehmend konstitutionellen Gegengewicht des Adels lösten und das Bürgertum und den Dritten Stand in den Generalständen dazu benutzten, die Macht des Adels weiter einzuschränken.
Das Werk erschien in drei Bänden 1814 mit einem weiteren Band im folgenden Jahr (De la monarchie française), mit einem gegenüber Napoleon kritischen Vorwort. Auch bei Ludwig XVIII. fand er mit seinen Ideen wenig Anklang.
De Montlosier zog sich auf seine Güter zurück und widmete sich der Landwirtschaft. 1826 (Memoire à consulter sur un système religieux, politique) und 1829 (De l'origine, de la nature, et des progrés de la puissance écclesiastique en France) veröffentlichte er antiklerikale Pamphlete, in denen er die reaktionäre Politik unter Karl X. und die Jesuiten, die seiner Ansicht nach die französische Gesellschaft und Politik unterwandert hatten, angriff.
1829 erschienen seine Memoires sur la revolution française, le consulat, l’empire, la restoration, et les principaux evenements qui l’ont suivie in zwei Bänden. Unter Louis Philippe wurde er 1832 Peer von Frankreich und außerdem Ritter der Ehrenlegion. 1830 wurde er Conseiller général im Département Puy-de-Dôme.
Vor seinem Tod weigerte er sich seine antiklerikalen Schriften zu verleugnen und erhielt deshalb kein kirchliches Begräbnis, seine Beerdigung wurde dennoch von einer großen Menschenmenge begleitet und es kam wegen dieser unnachgiebigen Haltung zu Kundgebungen in der Auvergne gegen die katholische Kirche.

## Montlosier als Geologe
Er spielt auch eine Rolle in der Geschichte der Vulkanologie durch eine Abhandlung von 1788/89 über die erloschenen Vulkane der Auvergne (Essai sur la théorie des volcans d'Auvergne). Sie lagen in seiner Heimatregion und er hatte sie dort jahrelang in der wilden, rauen Landschaft der Auvergne studiert. Ihre vulkanische Natur hatte schon der Geologe Jean-Étienne Guettard 1756 erkannt, und Nicolas Desmarest erkannte in der Auvergne die vulkanische Natur von Basalt (1774). Montlosier erklärte die Entstehung der Landschaft der Auvergne durch Lavaströme und Erosion, entwickelte eine Theorie der Entstehung von Vulkanen, wobei er rezente und fossile Vulkane verglich und die Bildung eines Vulkans mit der Entstehung von Maulwurfshügeln verglich, bei der die Lava auch an den Flanken und der Basis austrat, bei denen aber auch andere Prozesse eine Rolle spielten (Bildung eines Lava-Doms wie beim Puy de Dôme). Die die damals noch gängige Theorie der Entstehung durch brennende Kohle oder Bitumen im Untergrund wies er zurück (wie auch später 1797/98 Déodat de Dolomieu). Sein Aufsatz ordnet sich in den Streit zwischen Neptunisten (Abraham Gottlob Werner) und Plutonisten (James Hutton) in der Geologie Ende des 18. Jahrhunderts ein. Das Buch von Montlosier enthielt viele Beobachtungen, die ihrer Zeit voraus waren. Die nächsten großen Fortschritte der Vulkanologie erzielte erst das 19. Jahrhundert (Leopold von Buch und andere).
Unmittelbarer Anlass für die Veröffentlichung war Monlosiers Ärger über einen Reisebericht von Legrand d'Aussy in der Auvergne, den er leichtfertig, voller Fehler und die Bevölkerung herabsetzend fand.
In den 1830er Jahren war er ein Gegner der Erhebungskrater-Theorie von Leopold von Buch und Elie de Beaumont, da er meinte, es gäbe noch mehr Typen von Vulkanen (wie Explosionskrater). Damals bestand zwischen beiden Lagern von Vulkanologen eine Kontroverse. Auf Seiten der Kritiker von Buch waren auch Friedrich Hoffmann und Constant Prévost.
In seinem ehemaligen Schloss ist heute die Verwaltung des Naturparks Volcans d’Auvergne.

## Werke
- Essai sur l'art de constituer des peuples. Ou examen des opérations constitutionelles de l'Assemblée nationale de France. Paris 1790. Digitalisat